# Urbane Trainingsanlage Steinbach
Die Urbane Trainingsanlage Steinbach (auch Urbane Trainingsanlage und Rette- und Bergeausbildungsanlage Steinbach oder kurz UTA bzw. RuBAAnl genannt) ist eine am Truppenübungsplatz Allentsteig gelegene Ortskampfanlage für Polizei- und Rettungseinsätze.

## Geschichte
Der kleine Ort Steinbach gehörte seit 1850 zur damaligen Gemeinde Bernschlag. Laut Adressbuch von Österreich waren im Jahr 1938 in Steinbach ein Gastwirt, ein Viktualienhändler und einige Landwirte ansässig. Der Ort wurde am 1. April 1939 von der deutschen Wehrmacht geräumt. Einige Häuser des Ortes und auch die Ortskapelle wurde vom österreichischen Bundesheer aber wieder instand gesetzt und für die Ausbildungs- und Übungsvorhaben von Einsatzkräften adaptiert. Die UTA Steinbach wurde im November 2011 eröffnet und 2019 erweitert.

## Ausstattung
Seit 2019 bestehen Übungsmöglichkeiten für ein gesamtes Bataillon. Die UTA Steinbach verfügt über die nachfolgenden Objekte:
- Keller mit Schuppenüberdachung, um Kellersituationen bei Dunkelheit zu simulieren
- Zentralgebäude mit mehreren Stiegenhäusern und Räumen
- Gehöft mit einem Waschraum mit Duschen
- Bauhof
- Wirtshaus, um Schlägereien nachzustellen
- Bank, um Bankraub samt Geiselnahme zu simulieren
- Kaufhaus, um Überfälle nachzubilden
- Kanal mit Einstiegsschacht, Länge 30 m
- Kulturstadel mit Platz für ca. 160 Personen, der für Besprechungen genutzt wird
- Kanzleigebäude. Hier findet die An- und Abmeldung statt.
- Kirche

## Fremdnutzung
Oftmals nutzen auch andere Einsatzkräfte die Trainingsanlage für Übungen sowie zur Simulation der dazugehörigen Berge- und Rettungskette. So etwa proben Polizisten das Verhalten bei Demonstrationen oder Feuerwehrleute simulieren die Suche nach Verschütteten nach dem Einsturz eines Hochhauses.
Aber auch Truppen ausländischer Staaten nutzen die anlage in Zusammenarbeit mit dem Bundesheer.